# Finger Eleven
Finger Eleven est un groupe de metal alternatif canadien, originaire de Burlington, en Ontario. Formé en 1990. le groupe est initialement appelé The Rainbow Butt Monkeys, et se fait connaitre grâce aux chansons One Thing et Paralyzer. 
Leur album, Them vs. You vs. Me, publié en 2007, comprend le single Paralyzer, qui atteint le Canadian Hot 100, la 6e place des classements américains, et la 12e place des classements australiens. Le groupe remporte un Juno Award dans la catégorie « album rock de l'année » en 2008. Il est certifié disque d'or aux États-Unis, et disque de platine au Canada. Leur sixième album, Life Turns Electric, est publié le 5 octobre 2010. Leur septième album, Five Crooked Lines, est publié le 31 juillet 2015, et comprend le single Wolves and Doors.

## Biographie

### Débuts (1990–1996)
Le groupe est formé au lycée Lester B. Pearson High School de Burlington, en Ontario sous le nom de Rainbow Butt Monkeys. Ils se popularisent par la suite à l'échelle nationale. Leur premier album, Letters from Chutney est publié en 1995. Il est enregistré sous le nom The Rainbow Butt Monkeys, grâce à l'argent gagnée lors du tremplin Southern Ontario's Best Rock sur la radio CHTZ-FM. Le chanteur, Scott Anderson, a commencé à composer des chansons à l'âge de 16 ans. 

### Tip(1997–1999)
Le groupe trouve une nouvelle équipe de management avec Coalition Entertainment (Rob Lanni et Eric Lawrence, avec Sarah Parham) en 1996. Alors ils se rendent compte que leur musique change et souhaitent être pris plus au sérieux et The Rainbow Butt Monkeys devient Finger Eleven. Le nom Finger Eleven vient d'une ancienne version de la chanson Michelle's Song de l'album Tip. Scott Anderson explique d'où vient le nom : « Quand tout te pousse dans un sens et que ton instinct te conduit dans un autre — c'est ça Finger Eleven, je ne peux pas me sortir ça de l'esprit[réf. nécessaire]. » L'album de la révélation, Tip, est sorti sous le label Mercury Records au Canada en 1997 et est ressorti sous le label Wind-up Records aux États-Unis en 1998. Cet album marque aussi un changement dans le son du groupe. Tip est produit par Arnold Lanni (Our Lady Peace). Pendant ce temps, ils parviennent à tourner aux côtés de groupes comme Creed et Fuel.

### The Greyest of Blue Skies(2000–2002)
Après la sortie de Tip, le batteur Rob Gommerman quitte le groupe et est remplacé par Rich Beddoe que James Black a rencontré par coïncidence à un concert de Alice in Chains quelques années plus tôt à Toronto. En 2000, Finger Eleven sort The Greyest of Blue Skies, encore une fois produit par Arnold Lanni. Ils ont rencontré le succès dans leur pays d'origine avec cet album devenant disque d'or (50 000 exemplaires vendus). 
En 2002, ils enregistrent la chanson Slow Chemical pour l'entrée musicale du catcheur de la WWE, Kane, utilisée entre 2002 et 2008. Elle est enregistrée et mixée aux Metalworks Studios à Mississauga, et incluse dans la version canadienne de la compilation WWF Forceable Entry en 2002, et dans l'album Raw Greatest Hits: The Music en 2007. Elle est aussi incluse dans l'album The Punisher: The Album. Trois chansons du groupe — Good Times, Oher Light, Conversations — apparaissent dans le jeu 1080° Avalanche, publié en 2003 sur GameCube. * Good Times apparaît aussi dans le jeu SSX 3.

### Finger Eleven(2003–2006)
Ils publient en 2003 leur album homonyme Finger Eleven, produit par Johnny K. Cet album inclus le hit One Thing qui propulse le groupe dans les charts. Cette chanson est un hit dans les charts rock, pop, et AOR ; le succès du single permet au groupe de gagner leur premier disque d'or aux États-Unis (560 688 exemplaires) par la RIAA, et un disque de platine au Canada (100 000 exemplaires). One Thing atteint la 16e place dans les classements américains, et apparait dans des séries télévisées comme Smallville et Scrubs. La chanson One Thing est utilisée plusieurs fois par la World Wrestling Entertainment notamment pour les superstar DVDs d'Eddie Guerrero et de Chris Benoit. Elle est également utilisée comme vidéo d'hommage dans Raw après la mort de Benoit. Stay in Shadow est utilisé dans la bande-son de Burnout 3: Takedown, publié en 2004 par EA Games.
En 2007, la chanson est chantée avec Amy Lee d'Evanescence. Le groupe tourne à travers l'Europe, l'Australie et l'Amérique du Nord, entre 2003 et 2005. Ils gagnent aussi un Much Music Video Award.

### Them vs. You vs. Me(2007–2009)

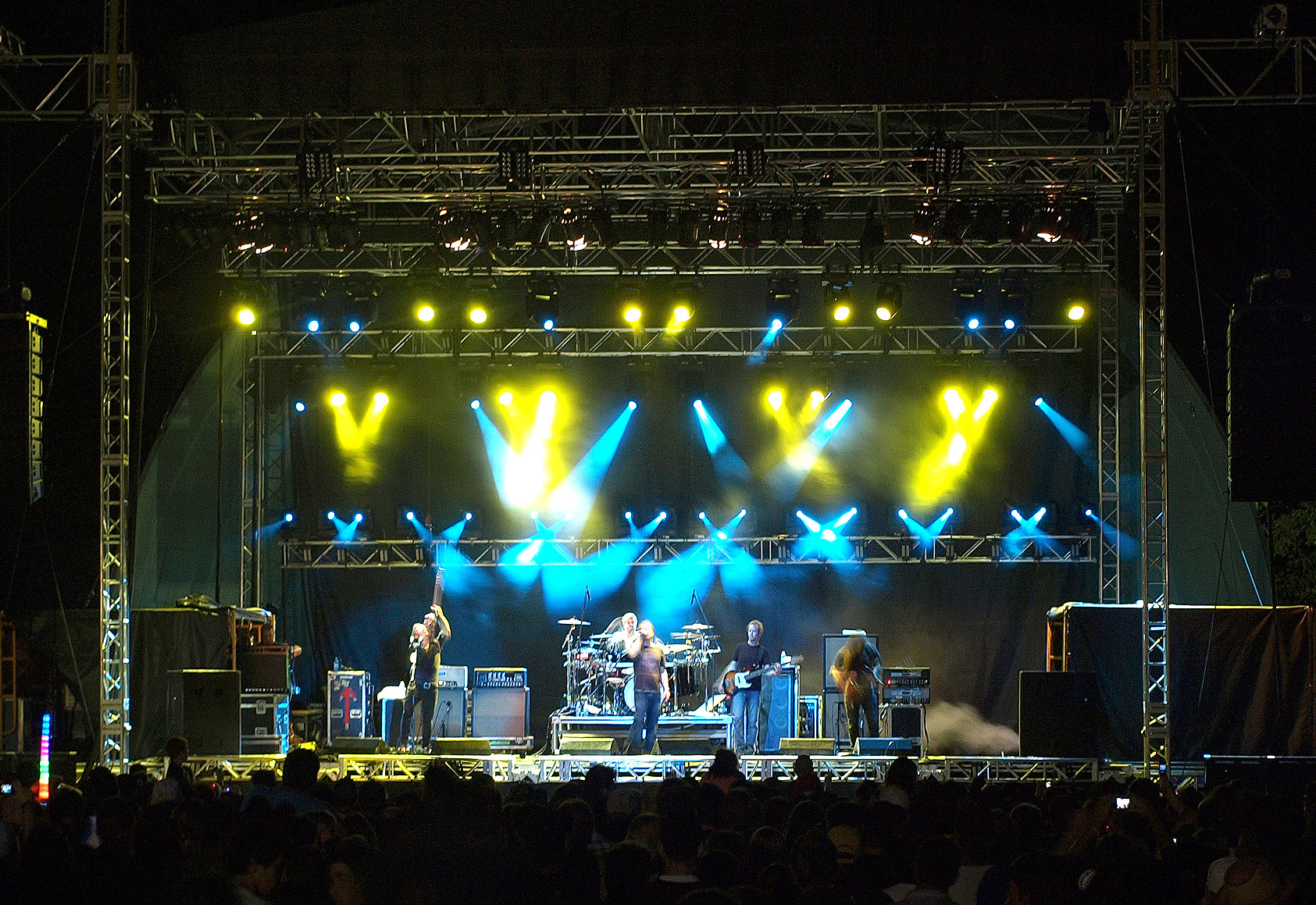
Finger Eleven au Festival of Friends en 2009.

Le nouvel album de Finger Eleven s'intitule Them vs. You vs. Me, et est publié le 6 mars 2007, une nouvelle fois produit par Johnny K. Le premier single est Paralyzer, qui est devenu peu à peu le single du groupe qui a rencontré le plus de succès, devenant leur premier top 10 de leur carrière dans le US Hot 100 en novembre 2007, ainsi qu'atteignant la première place au Canada et dans les rock charts américains. Le deuxième single est Falling On. Le groupe joue Paralyzer dans The Tonight Show with Jay Leno le 14 mars 2007. Paralyzer est disponible comme chanson jouable dans les jeux Band Hero, sorti en 2009, et Rocksmith, en téléchargement payant. Il apparaît également dans un épisode la série télévisée Gossip Girl. Ils jouent au NHL Awards Show le 14 juin 2007. Ils sortent leur DVD Us-vs-Then-vs-Now le 4 décembre 2007.
Them vs. You vs. Me est certifié disque d'or aux États-Unis. Them vs. You vs. Me remporte aussi un Juno Award dans la catégorie « album de l'année ». Le groupe avec la Calgary Youth Orchestra aux Juno Awards le 6 avril 2008 à Calgary, en Alberta. La performance est retransmise à l'échelle nationale. Ils jouent aussi Talking to the Walls, One Thing et Paralyzer à la fin de la tournée Steve Wilkos Show de New York. Le groupe annonce une tournée européenne, dont un passage au Download Festival 2008 en Angleterre, au Rock am Ring et au Rock im Park en Allemagne. Cependant, elle est annulée, car Scott s'est blessé au cou. En décembre 2008, le groupe tourne en Europe en soutien à Kid Rock, avec un passage au London Hammersmith Apollo.

### Life Turns Electric(2010–2012)
Au début de 2010, le groupe entre en studio pour la production de son sixième album. Le 30 juillet, le groupe annonce le titre officiel de l'album, Life Turns Electric, qui sera publié le 5 octobre 2010. Le premier single de l'album, Living in a Dream, est publié sur iTunes le 20 juillet 2010. Il sert de thème musical du Royal Rumble 2011. Le groupe annonce le 30 novembre 2010 la sortie du second single, Whatever Doesn't Kill Me, accompagné d'une vidéo. La vidéo est réalisée par Alon Isocianu. Le troisième single, Stone Soul, est publié au printemps 2011, sans vidéo. En été sort le quatrième single Pieces Fit. Finger Eleven jouera deux concerts en 2011 à Toronto, et annonce trois dates pour l'été 2012. Ils jouent dans l'Ohio le 14 juillet, dans le Manitoba le 4 août, et en Pennsylvanie le 17 août 2012.

### Five Crooked Lines(depuis 2013)
Le 5 avril 2013, ils annoncent l'enregistrement d'un nouvel album sur Twitter.
En fin d'année, le groupe se sépare du batteur Rich Beddoe. En novembre 2014, le groupe annonce sur Facebook son remplacement par le batteur Chris Powell. Cette formation enregistre l'album entre le 8 et le 28 novembre 2014. Après la production de l'album, ils n'annoncent pas de date officielle.
Le single Five Crooked Lines est publié le 20 janvier 2015, accompagné d'une vidéo lyrique. Ils publient ensuite leur septième album, Five Crooked Lines le 31 juillet 2015, ainsi que le single Wolves and Doors qui est diffusée à la radio canadienne. Ils annoncent ensuite la tournée Fall of the Hammer à travers le Canada. Le groupe tourne en été 2015 avec Three Days Grace. Puis le 25 avril 2015, le groupe annonce des castings pour le tournage de la vidéo du premier single de l'album. La chanson sera intitulée Wolves and Doors.

## Membres

### Membres actuels
- Scott Anderson – chant (depuis 1990)
- James Black – guitare solo, chœurs (depuis 1990)
- Rick Jackett – guitare rythmique (depuis 1990)
- Sean Anderson – basse (depuis 1990)
- Steve Molella – batterie, percussions (depuis 2015)

### Musiciens de session
- Chris Powell – batterie, percussions (2015 ; Five Crooked Lines)

### Anciens membres
- Rob Gommerman – batterie, percussions (1990–1998)
- Rich Beddoe – batterie, percussions (1998–2013)

## Discographie

### Albums studio
- 1995 : Letters From Chutney (sous le nom Rainbow Butt Monkeys)
- 1997 : Tip
- 2000 : Greyest of Blue Skies
- 2003 : Finger Eleven
- 2007 : Them vs. You vs. Me
- 2010 : Life Turns Electric
- 2015 : Five Crooked Lines

### Singles
| Année | Titre                       | Canada | É.-U. Hot 100 | É.-U. Pop 100 | É.-U. Adult Top | É.-U. Modern Rock | É.-U. Mainstream Rock | UWC  | Album                                         |
| ----- | --------------------------- | ------ | ------------- | ------------- | --------------- | ----------------- | --------------------- | ---- | --------------------------------------------- |
| 1995  | Circles                     | -      | -             | -             | -               | -                 | -                     | -    | Letters from Chutney                          |
| 1996  | As Far As I Can Spit        | -      | -             | -             | -               | -                 | -                     | -    | Letters from Chutney                          |
| 1997  | Tip                         | -      | -             | -             | -               | -                 | -                     | -    | Tip                                           |
| 1998  | Quicksand                   | -      | -             | -             | -               | -                 | #28                   | -    | Tip                                           |
| 1999  | Above                       | -      | -             | -             | -               | -                 | #34                   | -    | Tip                                           |
| 2000  | First Time                  | -      | -             | -             | -               | -                 | -                     | -    | The Greyest of Blue Skies                     |
| 2000  | Drag You Down               | -      | -             | -             | -               | -                 | -                     | -    | The Greyest of Blue Skies                     |
| 2001  | Bones + Joints              | -      | -             | -             | -               | -                 | -                     | -    | The Greyest of Blue Skies                     |
| 2002  | Slow Chemical               | -      | -             | -             | -               | -                 | -                     | -    | WWF Forceable Entry/The Punisher (soundtrack) |
| 2003  | Good Times                  | -      | -             | -             | -               | -                 | -                     | -    | Finger Eleven                                 |
| 2003  | One Thing                   | #1     | #16           | -             | #23             | #5                | #38                   | -    | Finger Eleven                                 |
| 2004  | Absent Elements             | -      | -             | -             | -               | -                 | -                     | -    | Finger Eleven                                 |
| 2004  | Stay in Shadow              | -      | -             | -             | -               | -                 | -                     | -    | Finger Eleven                                 |
| 2005  | Thousand Mile Wish          | -      | -             | -             | -               | -                 | -                     | -    | Finger Eleven                                 |
| 2007  | Paralyzer                   | #1     | #6*           | #7*           | #8*             | #1 1              | #1 1                  | #11* | Them vs. You vs. Me                           |
| 2007  | Falling On                  | #36    | -             | -             | -               | #31*              | #25*                  | -    | Them vs. You vs. Me                           |
| 2007  | I'll Keep Your Memory Vague | #16*   | -             | -             | -               | -                 | -                     | -    | Them vs. You vs. Me                           |

* Position actuelle dans les palmarès

1 A atteint la 1re position dans les palmarès pendant une semaine.
Note : Toutes les positions dans les palmarès depuis le 16 juin 2007 et après proviennent du Canadian Hot 100. Toutes les positions avant cette date proviennent du Canadian Singles Chart.

## Vidéographie
- Circles (1995) (sous le nom Rainbow Butt Monkeys)
- As Far As I Can Spit (1996) (sous le nom Rainbow Butt Monkeys)
- Tip (1998)
- Quicksand (1998)
- Above (1999)
- First Time (2000)
- Drag You Down (2000)
- Slow Chemical (2002) (pour promouvoir The Punisher et Kane)
- Good Times (2003)
- One Thing (2003)
- Absent Elements (2004)
- Thousand Mile Wish (2005)
- Paralyzer (2007)
- Falling On (2007)
- I'll Keep Your Memory Vague (2007)